# Elecciones municipales de Las Heras de 2023
Las elecciones en el departamento Las Heras de 2023 tuvieron lugar el 24 de septiembre de dicho año, junto con las elecciones provinciales. En dicha elección se eligió intendente municipal y la mitad de los concejales.
El intendente electo 2023 es Francisco Lo presti por el Frente cambia Mendoza.

## Candidaturas

### Declaradas

#### La Unión Mendocina
- Martín Bustos (Unión Cívica Radical), concejal.[1]
- Jorge Gallo (Partido de los Jubilados).[2]
- Diego Martínez Palau (Partido Justicialista), exfuncionario provincial.[1]

#### Cambia Mendoza
- Francisco Lopresti (Unión Cívica Radical), funcionario municipal.[3]
- Germán Pérez (Unión Cívica Radical).[2]

- Fabián Tello (Unión Cívica Radical), secretario de intendencia.[3]

#### Elegí Mendoza
- Adriana Cano (Partido Justicialista), senadora provincial.[4]
- Carlos Gallo (Partido Justicialista), director de ANSES Mendoza.[5]
- Rubén Miranda (Partido Justicialista), ex intendente.[2]
- Jorge Omar Pandonfino (Partido Justicialista), empresario.
- Debra Paolasso (Partido Justicialista).[2]
- Daniel Urquiza (Movimiento Evita).[4]

#### FIT-U
- Carlos Capurro.[2]
- Edgardo Videla.[2]

#### Partido Verde
- Eduardo González Di Pietro.

#### Haciendo Las Heras
- María del C. Olivera.

### Descartadas
- Emmanuel Fugazzotto (Partido Verde), diputado provincial.[6]
- Andrés Lombardi (Unión Cívica Radical), diputado provincial.[3]
- Janina Ortiz (Unión Cívica Radical), secretaria de gobierno.[7]

## Encuestas
| Fecha                    | Encuestadora           | Muestra |       |       |      |      | Otros | Blanco | Indecisos | Ventaja |
| ------------------------ | ---------------------- | ------- | ----- | ----- | ---- | ---- | ----- | ------ | --------- | ------- |
| Fecha                    | Encuestadora           | Muestra |       |       |      |      | Otros | Blanco | Indecisos | Ventaja |
| 5 - 9 de mayo de 2023    | Sociolítica            | -       | 31,6  | 21,7  | 26,0 | 5,3  | 4,0   | 13,9   | 13,9      | 5,6     |
| 2 - 4 de mayo de 2023    | Diagnóstico y Análisis | 253     | 20,9  | 50,2  | 30,6 | -    | -     | -      | -         | 19,6    |
|                          |                        |         |       |       |      |      |       |        |           |         |
| 29 de septiembre de 2019 | Elecciones municipales | -       | 54,01 | 35,76 | -    | 3,29 | 6,95  | 2,83   | -         | 18,25   |

## Resultados

### Elecciones primarias
Las elecciones primarias, abiertas, simultáneas y obligatorias (PASO) tendrán lugar el 11 de junio de 2023. Se presentaron dieciséis precandidatos a la intendencia por seis espacios políticos distintos. Para pasar a la elección general, es requisito sacar más del 3% de los votos, además de ganar la interna del espacio al que se representa.
|  | 0,00 % |

|  | 0,00 % |

|  | 0,00 % |

|  | 0,00 % |

|  | 0,00 % |

|  | 0,00 % |

|  | 0,00 % |

|  | 0,00 % |

|  | 0,00 % |

|  | 0,00 % |

|  | 0,00 % |

|  | 0,00 % |

|  | 0,00 % |

|  | 0,00 % |

|  | 0,00 % |

|  | 0,00 % |

|  | 0,00 % |

|  | 0,00 % |

|  | 0,00 % |

|  | 0,00 % |

|  | 0,00 % |

|  | 0,00 % |

|  | 0,00 % |

|  | 0,00 % |

|  | 100 % |

|  | 14,46 % |

### Elecciones generales

#### Intendente
Francisco Lopresti (Cambia Mendoza)